# 326164 Miketoomey
326164 Miketoomey è un asteroide della fascia principale. Scoperto nel 2001, presenta un'orbita caratterizzata da un semiasse maggiore pari a 2,6922360 UA e da un'eccentricità di 0,1703295, inclinata di 5,73682° rispetto all'eclittica.